# Норфюнс (муніципалітет)
Норфюнс (дан. Nordfyns Kommune) — данська комуна у складі Південної Данії.

## Історія
Комуну було утворено 2007 року з таких комун:
- Богенсе (Bogense)
- Оттеруп (Otterup)
- Сеннерсе (Søndersø)